# Romuald Chojnacki
Romuald Gabriel Chojnacki (ur. 7 lutego 1816 w Warszawie, zm. 1883 w Odessie) – polski malarz.

## Życiorys

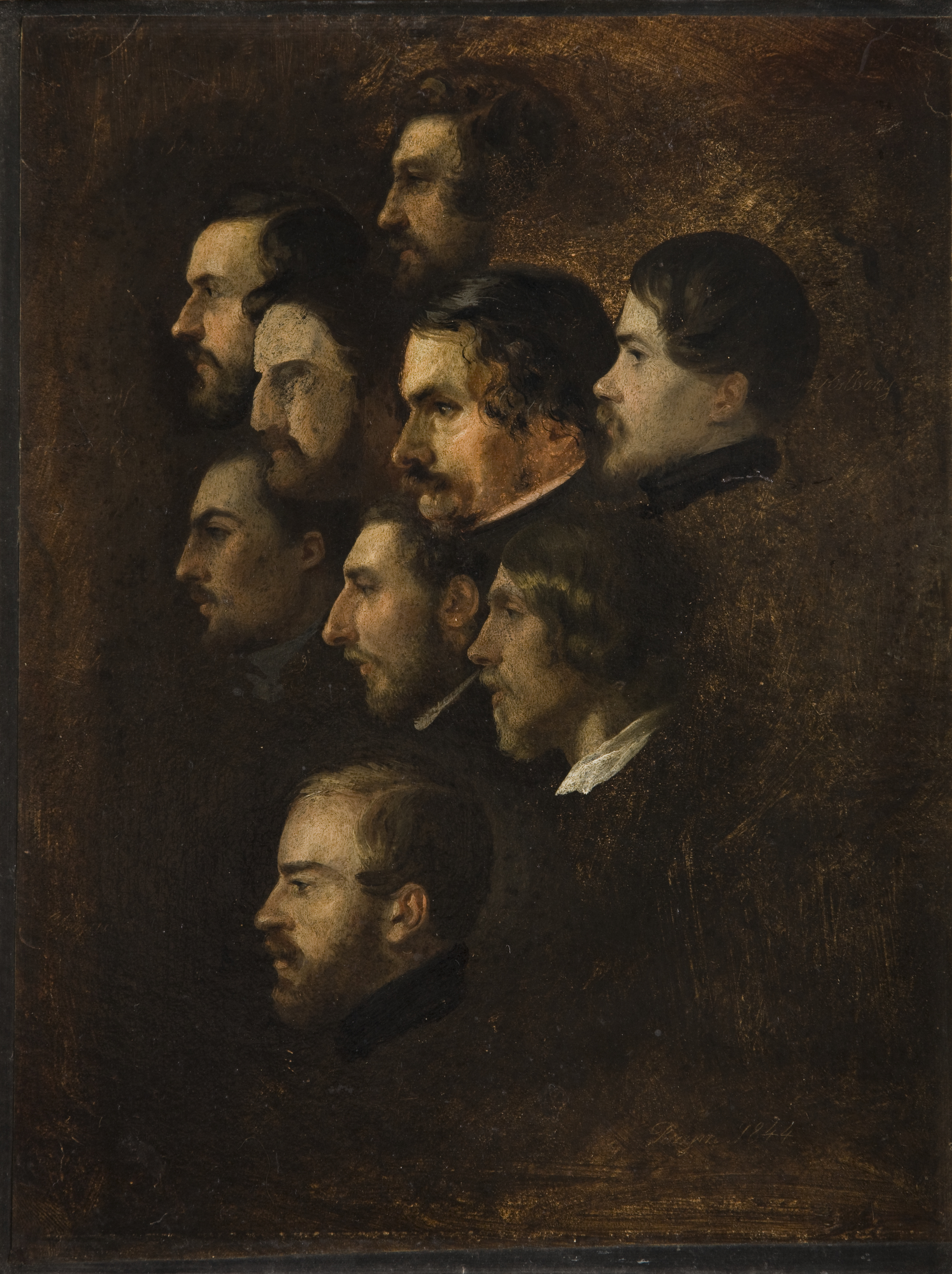
Chojnacki, Portret kolonii polskiej w Rzymie, olej na tekturze, 1844

Jego rodzicami byli Józef Chojnacki, kapitan artylerii Wojska Polskiego Garnizonu twierdzy Modlin i Gabriela z Makowieckich. Pochodził z Warszawy, gdzie kształcił się jako malarz u Aleksandra Kokulara. Wykształcenie artystyczne uzupełniał w Rzymie, który odwiedzał w latach 40. XIX wieku, utrzymując kontakty z Polonią, między innymi z Cyprianem Kamilem Norwidem, jedną z najważniejszych postaci polskiego romantyzmu. Pracownia Norwida przy via Sistina była ośrodkiem spotkań artystów z Polski. 
W 1844 roku stworzył zbiorowy Portret kolonii polskiej w Rzymie, olejny szkic na tekturze, na którym widoczne są ujęte z profilu głowy dziewięciu mężczyzn. Na licu obrazu, wzdłuż krawędzi, znajduje się wydrapany w warstwie malarskiej podpis, wymieniający nazwiska: R. Markowski, "Malarz Mikulski", Ksawery Skarżyński - architekt, malarze: Lucjan Weyssenhoff, Jan Józef Dutkiewicz, Cyprian Norwid, Chojnacki (autoportret) oraz Antoni Kolberg. Obraz Portret kolonii polskiej w Rzymie znajduje się obecnie w zbiorach Muzeum Narodowego w Krakowie.  W 2023 roku jego reprodukcja została wybrana i włączona w zestaw kart Dixit MNK - dodatek do gry Dixit. 
Pod koniec lat 40. zapadł na nieuleczalną chorobę, wiążącą się z postępującą niesprawnością nóg. Między innymi z tego powodu przeniósł się do Odessy, gdzie czynnie uczestniczył w życiu artystycznym, współtworząc odeską szkołę malarską i tamtejsze Towarzystwo Sztuk Pięknych. Pod jego kierunkiem warsztat artystyczny doskonalił Stanisław Chlebowski.
Podczas pobytu na Krymie zaprzyjaźnił się z Józefem Ignacym Kraszewskim, który był autorem wspomnienia o malarzu, opublikowanym pośmiertnie w „Tygodniku Ilustrowanym” w 1885 roku. 
Był cenionym autorem obrazów religijnych, historycznych i portretów. Wiele jego prac znajdowało się w kolekcjach prywatnych na Wołyniu i Podolu, a część jego twórczości znana jest wyłącznie ze wzmianek. W 1845 roku w Warszawie wystawił obraz Matka Boska klęcząca. Anna Lebet-Miniakowska w szkicu poświęconym Chojnackiemu wymienia: Portret dwóch dziewcząt (w przededniu II wojny światowej w zbiorach Ordynacji Krasińskich w Warszawie), Czumaki, Ukrainę, Św. Jerzego, Chrystusa na krzyżu. Ostatnia znana praca Chojnackiego, Młoda kobieta w całej postaci, wystawiana była w 1883 w Warszawie; artysta przeznaczył dochód ze sprzedaży dzieła na dom Towarzystwa Sztuk Pięknych.

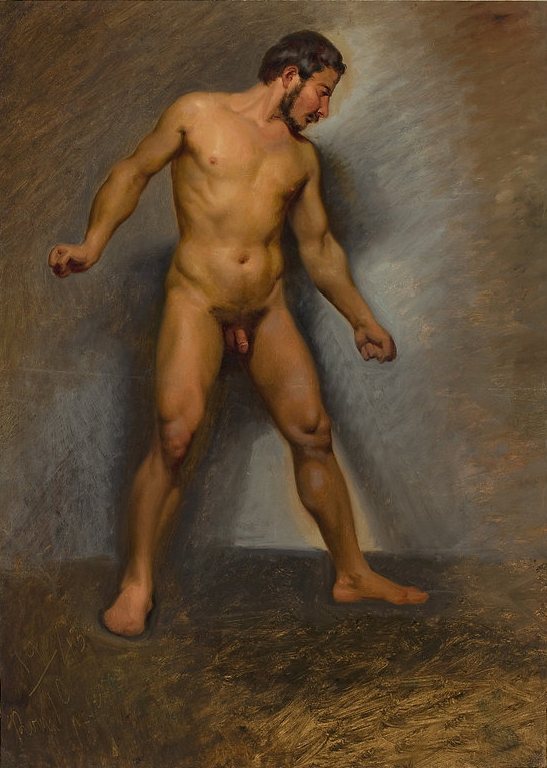
Chojnacki, Akt męski stojący, 1843

Historyczka sztuki Helena d’Abancourt de Franqueville, wskazując na charakterystyczne cechy stylu malarskiego Chojnackiego, wymieniła różowość świateł i ciemną szarość cieni w kolorycie przezeń stosowanym. W opracowaniu Marii Nitki, poświęconym twórczości polskich twórców w Rzymie XIX wieku, prezentowany jest męski malarski akt autorstwa artysty ze zbiorów Muzeum Narodowego w Warszawie. Jak wskazuje badaczka, szkic Chojnackiego zrywa z obowiązującą wówczas konwencją szkicowania aktów monochromatycznie, z naciskiem na rysunek.            
Prace artysty przechowywane są w Muzeum Narodowym w Warszawie, Muzeum Narodowym w Krakowie, Państwowym Muzeum Sztuki w Saratowie, Państwowym Muzeum Sztuk Pięknych im. A. Puszkina, Lwowskiej Narodowej Galerii Sztuki im. B. Woźnickiego, Muzeum Historii Lokalnej w Winnicy i Muzeum Sztuki w Odessie.      